# San Miguel del Arroyo (kommunhuvudort)
San Miguel del Arroyo är en kommunhuvudort i Spanien.   Den ligger i provinsen Provincia de Valladolid och regionen Kastilien och Leon, i den centrala delen av landet, 130 km nordväst om huvudstaden Madrid. San Miguel del Arroyo ligger 817 meter över havet och antalet invånare är 792.
Terrängen runt San Miguel del Arroyo är huvudsakligen platt, men åt sydväst är den kuperad. Runt San Miguel del Arroyo är det glesbefolkat, med 19 invånare per kvadratkilometer. Närmaste större samhälle är Iscar, 11,0 km sydväst om San Miguel del Arroyo. Trakten runt San Miguel del Arroyo består till största delen av jordbruksmark.